# Tunel schronowy w Stępinie-Cieszynie

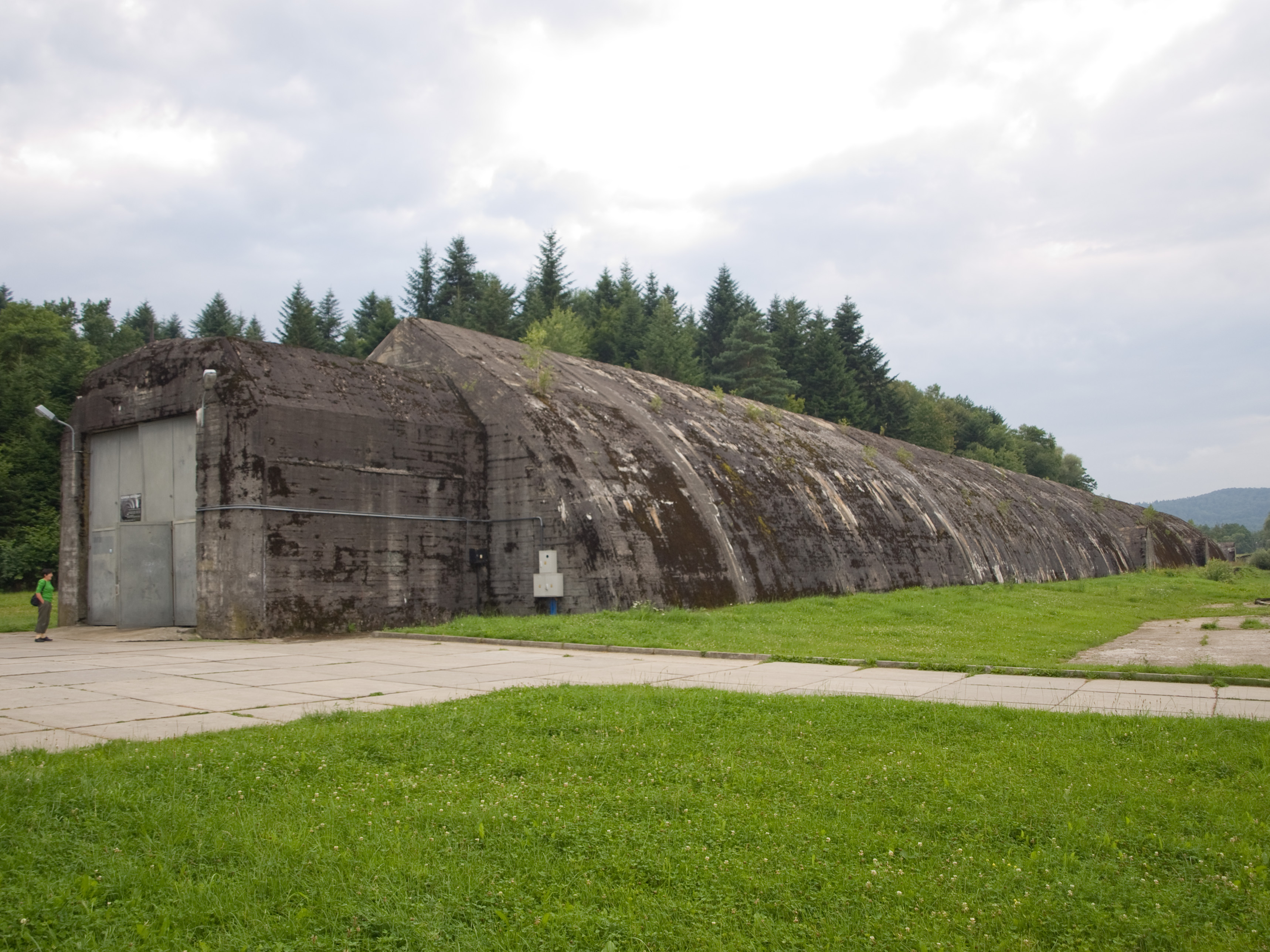
Tunel schronowy w Stępinie-Cieszynie

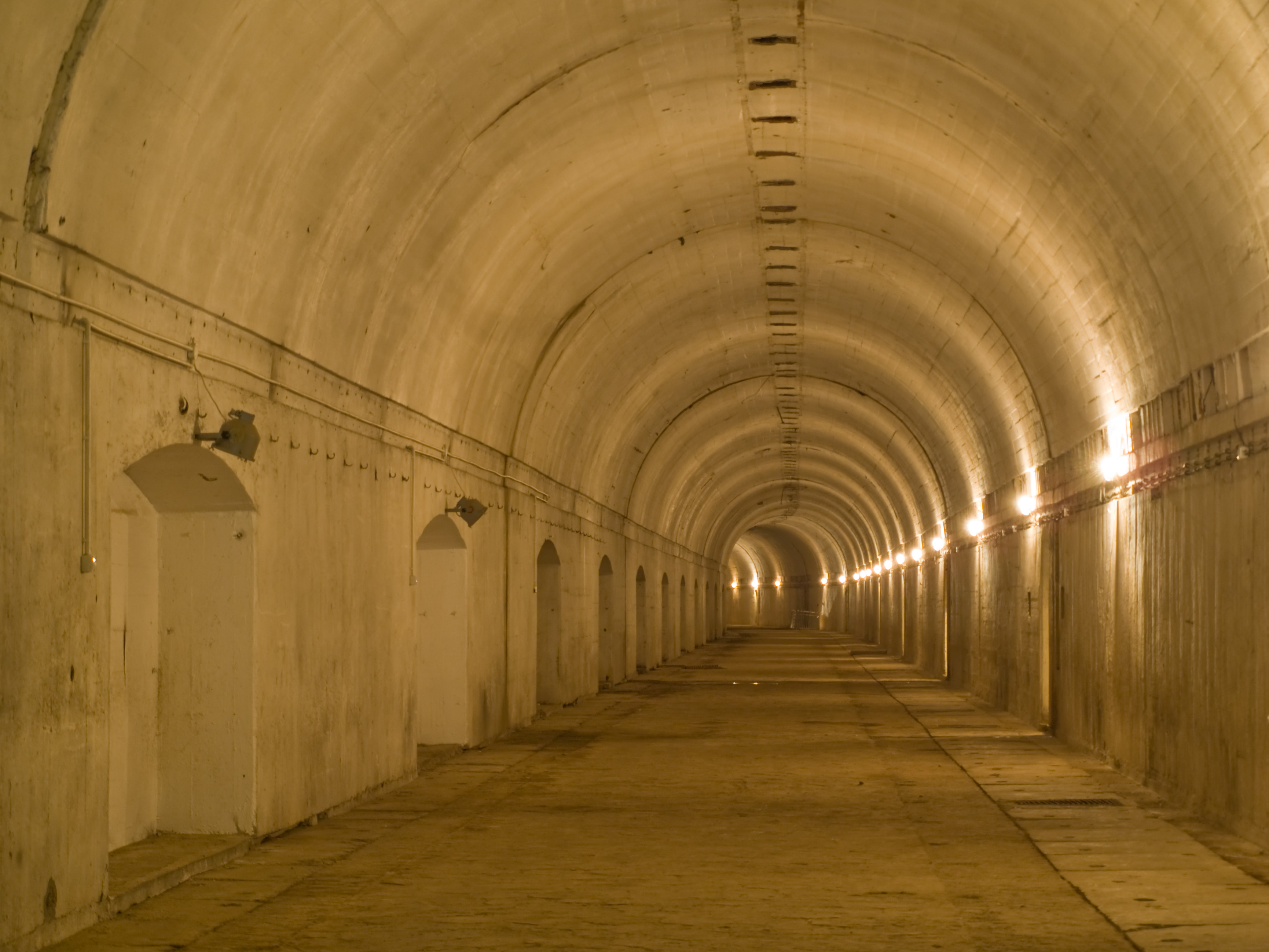
Wnętrze tunelu

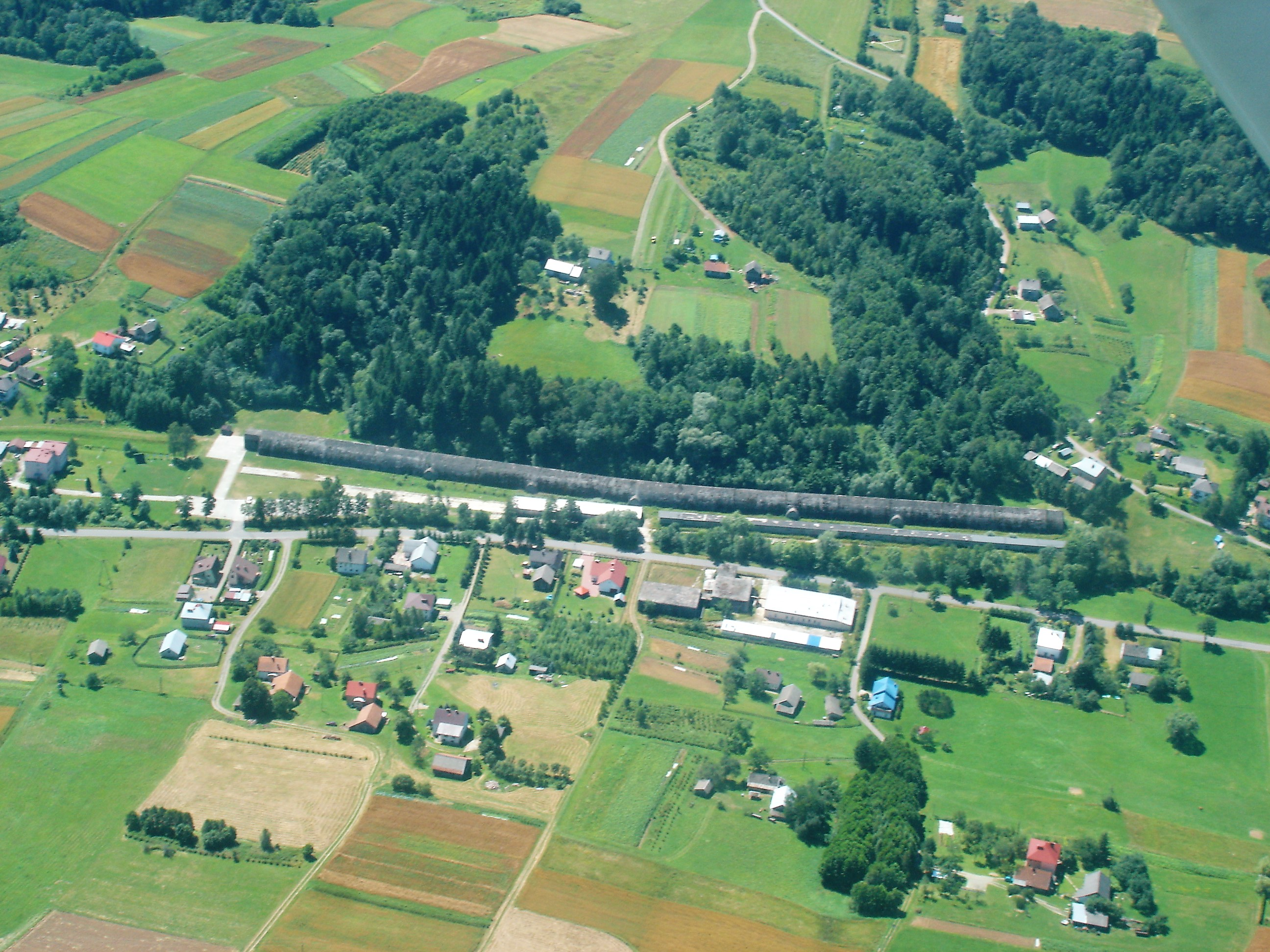
Tunel schronowy widziany z powietrza

Tunel schronowy w Strzyżowie – naziemny schron kolejowy we wsi Stępina na granicy z wsią Cieszyna w województwie podkarpackim, wchodzący w skład kwatery głównej Hitlera „Anlage Süd” z okresu II wojny światowej.

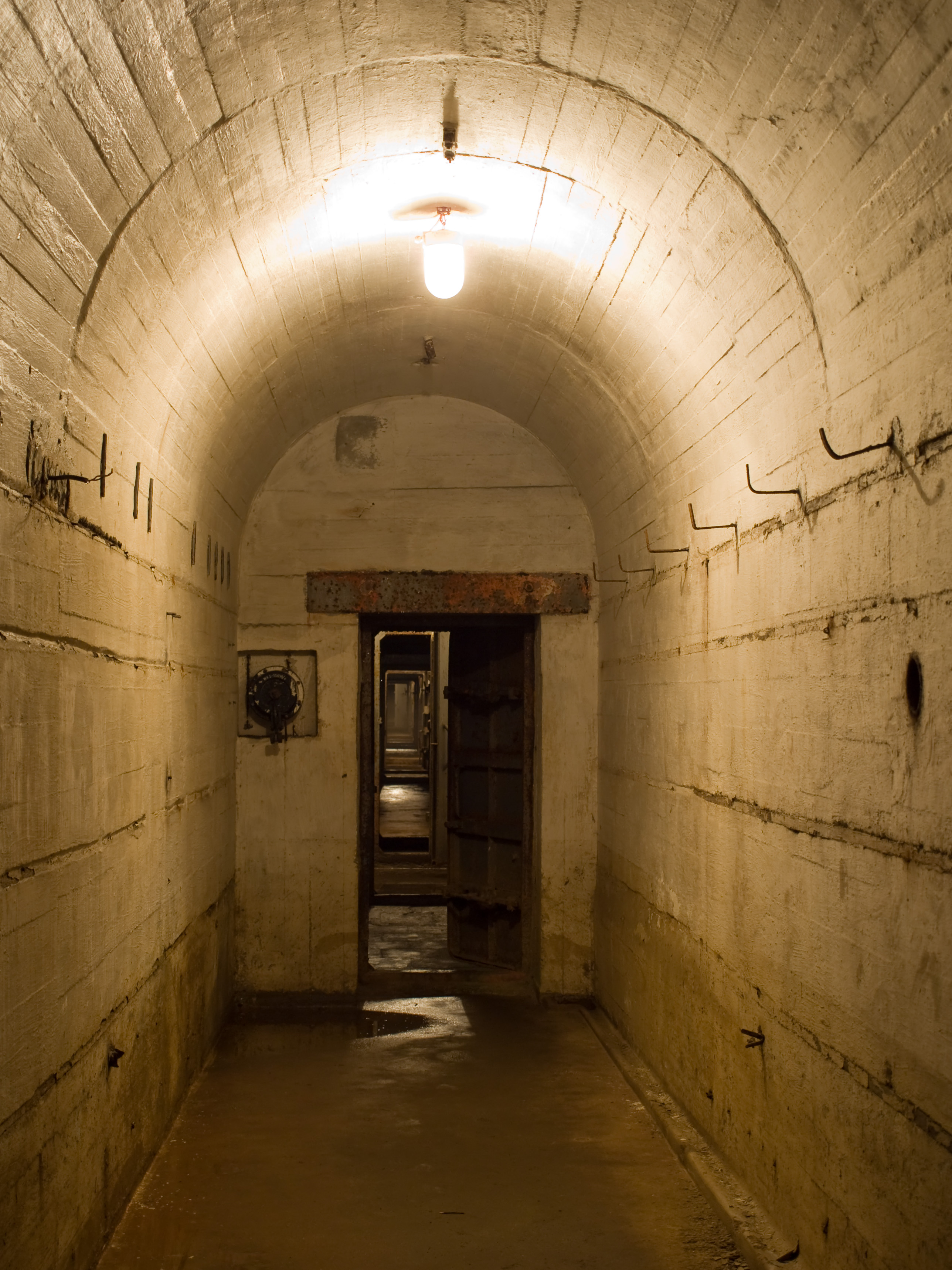
Tunel boczny

Kompleks w Stępinie został zbudowany w latach 1940–1941 przez Organizację Todta. W jego skład wchodziło kilkadziesiąt obiektów o różnym przeznaczeniu (schrony m.in.strażnicze, kwatery, budynki zaplecza technicznego itp.), z których zachowało się siedem budowli o konstrukcji żelbetowej, w tym największa z nich, naziemny tunel schronowy dla pociągów sztabowych Hitlera.
Tunel w Stępinie, nazywany schronem nr 1, ma 393 metry długości i ściany o grubości przekraczającej 2 metry; jego cechą charakterystyczną jest lekko łukowaty kształt, utrudniający bezpośrednie trafienie bombą lotniczą. Schron nr 1, zabezpieczony przed atakiem chemicznym za pomocą systemu śluz i urządzeń wentylacyjno-filtrujących, był połączony specjalnym podziemnym kanałem z tzw. schronem nr 2, również zachowanym, położonym w odległości 80 metrów i pełniącym funkcję zaplecza technicznego i magazynowego. W odległości 600 metrów od schronu kolejowego znajdowało się trawiaste lądowisko dla samolotów, obecnie częściowo zabudowane.
Na terenie dawnej kwatery Hitlera w Stępinie zachowało się również pięć żelbetowych schronów bojowych usytuowanych w różnych odległościach od tunelu (tzw. schrony nr 3–7); znajdują się one na gruntach prywatnych. Pierwotnie na terenie kompleksu stała także drewniana willa przeznaczona dla najwyższych rangą wojskowych przebywających na terenie kwatery. Prace budowlane w Stępinie (podobnie jak równoległą budowę Anlage Nord pod Kętrzynem i Anlage Mitte pod Tomaszowem Mazowieckim) zarejestrowano jako inwestycję firmy Chemische Askania Werke, której nazwa sugeruje związek z przedsiębiorstwem zbrojeniowym Askania Werke z Berlina.
W czasie okupacji niemieckiej kompleks był strzeżony przez specjalną formację zbrojną. Według meldunku wywiadowczego oficera Inspektoratu Armii Krajowej Rzeszów ppor. Mieczysława Wałęgi z 12 września 1943 stan liczebny stacjonującego w Stępinie Sonderkommando Süd wynosił 143 ludzi, natomiast do czasu kolejnego meldunku z 16 listopada 1943 obniżył się do 75 ludzi.
W dniach 27–28 sierpnia 1941 roku na terenie kwatery w Stępinie doszło do spotkania Hitlera z Benitem Mussolinim; w tunelu schronowym zatrzymał się wówczas pociąg sztabowy Hitlera. W 1944 roku schrony w Stępinie były przez krótki okres użytkowane przez szpital polowy Armii Czerwonej. W późniejszym okresie przejęło je Ludowe Wojsko Polskie, które w latach 60. XX wieku wydzierżawiło schrony nr 1 i 2 Narodowemu Bankowi Polskiemu, a później Rolniczej Spółdzielni Produkcyjnej w Stępinie, która do 1990 roku wykorzystywała je jako część pieczarkarni. W 2000 roku schron nr 1 został wykreślony z ewidencji wojskowej i przekazany gminie Frysztak; pozostałe schrony skreślono z ewidencji wojskowej w latach 70. XX wieku.
Obecnie tunel schronowy w Stępinie jest udostępniony do zwiedzania i pełni rolę atrakcji turystycznej.